# Laudenbach (Karlstadt)
Laudenbach  ist ein Gemeindeteil der Kreisstadt Karlstadt im unterfränkischen Landkreis Main-Spessart in Bayern. Das Pfarrdorf hat 1121 Einwohner. Am 1. Mai 1978 wurde die bis dahin selbständige Gemeinde Laudenbach in die Stadt Karlstadt eingegliedert.

## Geschichte

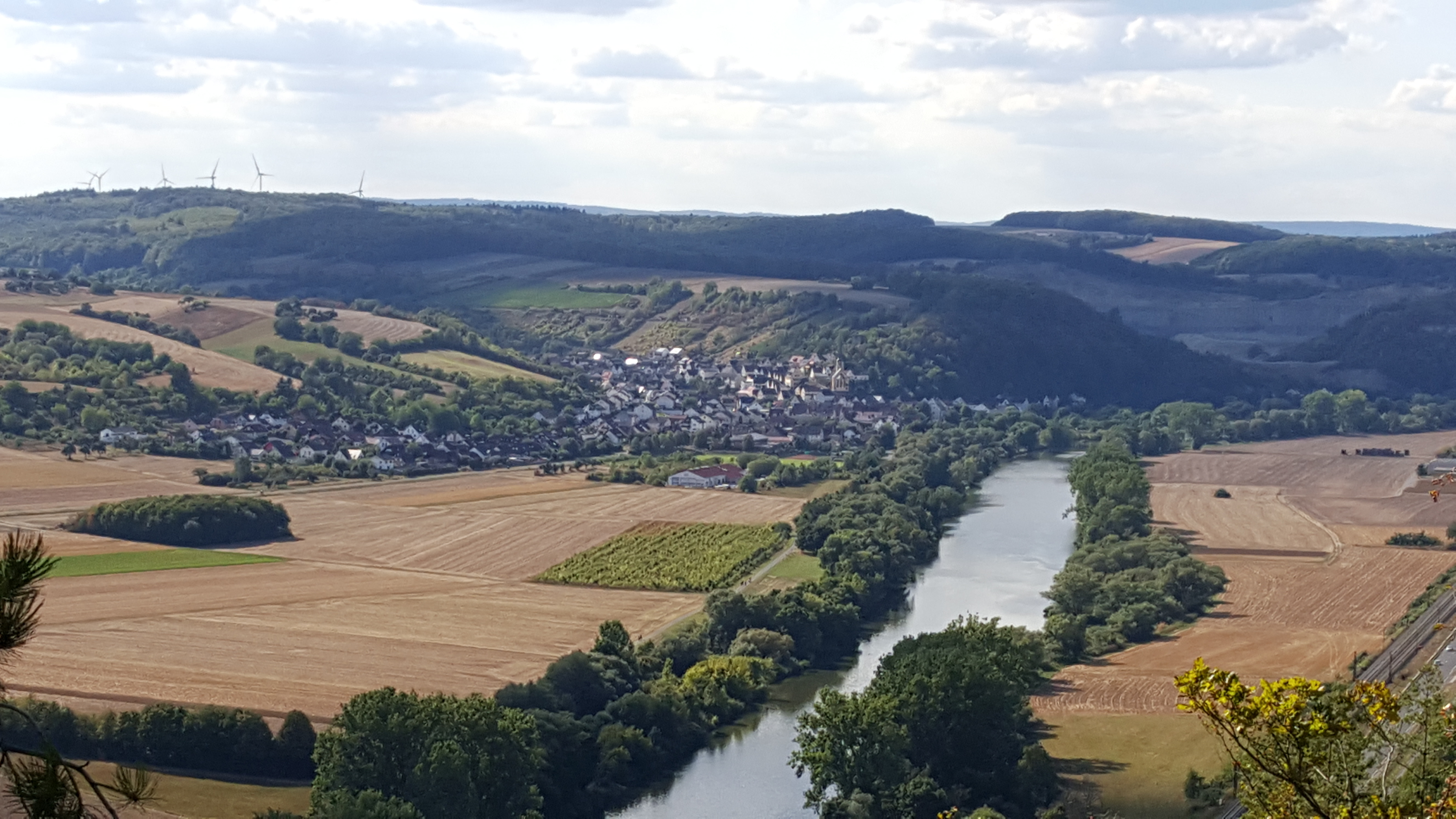
Laudenbach vom Stettener Stein aus

Der Ort wurde erstmals 1133 schriftlich erwähnt und lag bis 1612 bei den Grafen von Wertheim. Sie erbauten die über dem Ort gelegene Burg Laudenbach, von der noch zwei romanische Bergfriede erhalten sind.

Mehlsack aus der Kunstmühle Ittensohn

Etwa im Jahr 1600 entstand der jüdische Friedhof von Laudenbach.
Im Jahre 1612 fiel der Ort an das Würzburger Hochstift. Bischof Julius rekatholisierte die um etwa 1590 von den Wertheimer Grafen reformierte Bevölkerung und veranlasste den Bau der Kirche St. Ägidius. Im Laudenbacher Ortswappen findet sich ihr Patron wieder, in dem gleichzeitig die Wertheimer Rose an die früheren Dorfherren erinnert.

## Jüdische Gemeinde
Die unter den Wertheimern zugewanderte Judengemeinde blieb unangetastet unter dem Schutz der Voite von Rieneck und des Juliusspitals, das hier einen adligen Hof besaß. Die jüdischen Familien im Ort errichteten 1794 in der Bandwörthstraße eine Synagoge.
Im Pogrom von 1865/66 wurde nicht nur der jüdische Friedhof geschändet, sondern jüdischen Familien – wie in Thüngen und Wiesenfeld – auch Fenster eingeworfen, Dächer abgedeckt und besonders Frauen und Kinder nachts zur Flucht ins nahe Karlstadt getrieben. Als Motiv dafür wird in der Augsburger Postzeitung Neid auf Juden durch deren Emanzipation, gesetzlich-rechtliche Gleichstellung sowie vorgebliche Bevorzugung durch liberale judenfreundliche Staatsbeamte angegeben.
Beim Novemberpogrom 1938 wurde die Synagoge von SA-Männern verwüstet und seither für andere Zwecke genutzt, soll aber wieder der Öffentlichkeit zur Verfügung gestellt werden. Viele Gestaltungselemente, wie die Frauenempore, sind zwar nicht mehr vorhanden, aber in Ansätzen – in diesem Fall Kragsteine – noch erkennbar. Ähnliches gilt für Wand- und Deckenmalereien. Mit einer Gedenktafel an der Außenseite, an der auch noch der Hochzeitsstein zu sehen ist, erinnert die Gemeinde bereits an ihre verfolgten und ermordeten jüdischen Mitbürger. Von außen zugänglich befand sich auch ein Tahararaum in der Synagoge. Etwa 30 Familien mussten nach 1938 den Ort, in dem es auch eine Mikwe (rituelles Tauchbad) und eine Mazzenbäckerei gab, verlassen. Zwischen 1933 und 1945 wurde der 1665 angelegte, Tote aus Thüngen, Wiesenfeld, Laudenbach, Karlstadt, Veitshöchheim, Urspringen, Lohr, Heßdorf, Gemünden, Steinach und Unterleinach aufnehmende Bezirksfriedhof geschändet, und auch 1974 und 1978 erfolgte ein Umwerfen vieler Grabsteine durch nicht ermittelte Täter.